# Klein Lassowitz
Klein Lassowitz, polnisch Lasowice Małe (1936–1945: Schloßwalden) ist ein Dorf im polnischen Powiat Kluczborski der Woiwodschaft Oppeln. Es gehört zur zweisprachigen Gemeinde Gross Lassowitz.

## Geographie

### Geographische Lage
Klein Lassowitz liegt im Nordwesten der historischen Region Oberschlesien. Das Dorf liegt fünf Kilometer nordöstlich vom Gemeindesitz Groß Lassowitz, etwa sieben Kilometer südöstlich von der Kreisstadt Kluczbork (Kreuzburg) und rund dreißig Kilometer nordöstlich der Woiwodschaftshauptstadt Opole (Oppeln).
Durch den Ort fließt die Bogacica (Bodländer Flössbach).

### Ortsteile
Zum Dorf gehört der Weiler Kłapaczka (Klapperwald). 

### Dorfstruktur
Die Bebauung des Dorfes erstreckt sich größtenteils an der Straße Jaschine–Stare Olesno. In der Ortsmitte geht die Straße nach Kudoba nach Süden ab. Hier erstreckt sich auch der Schlosspark mit dem Gutshof. Hinter dem Schlossteich folgt wieder ein Bebauungsstrang.

## Geschichte

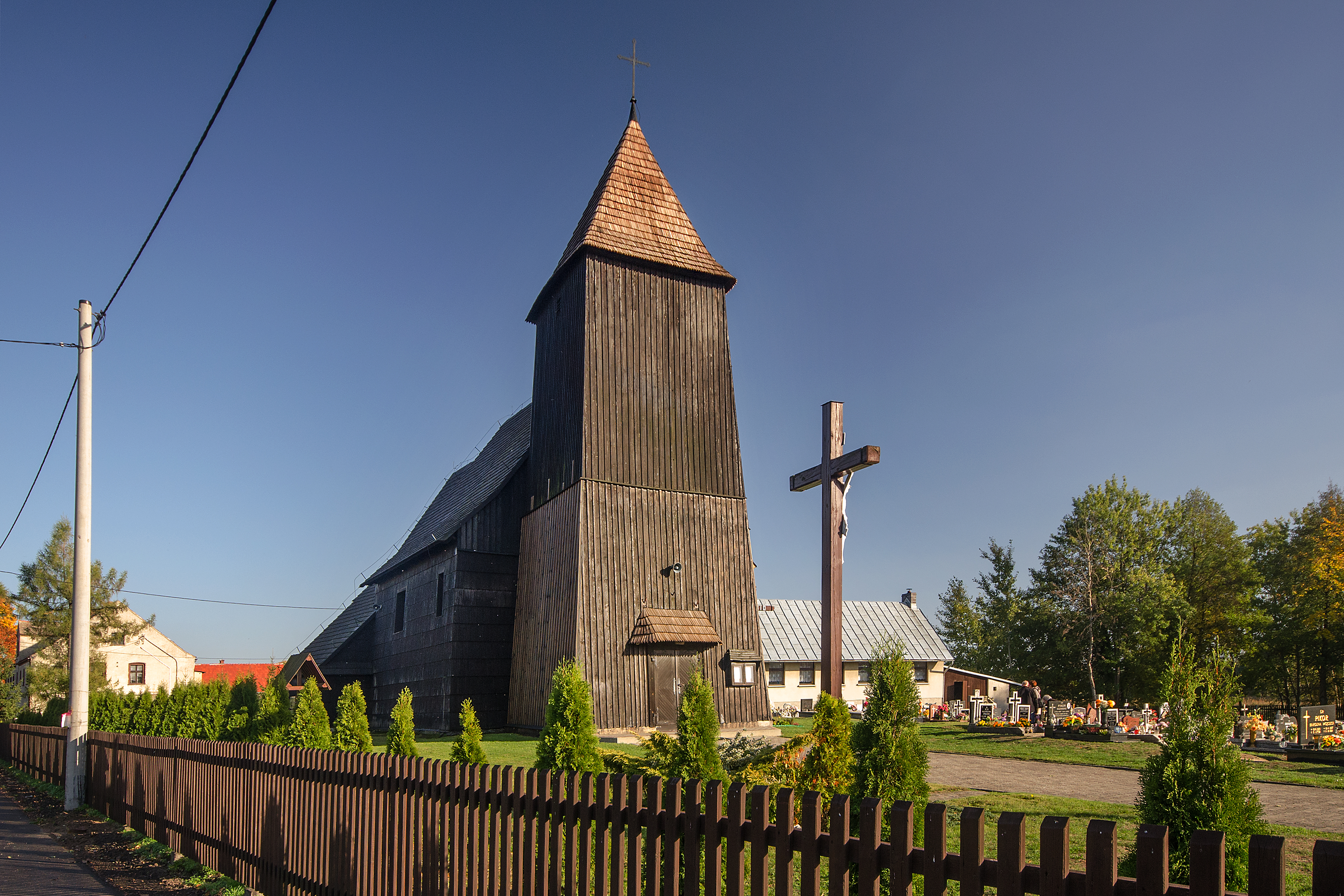
Schrotholzkirche St. Maria und St. Jakob

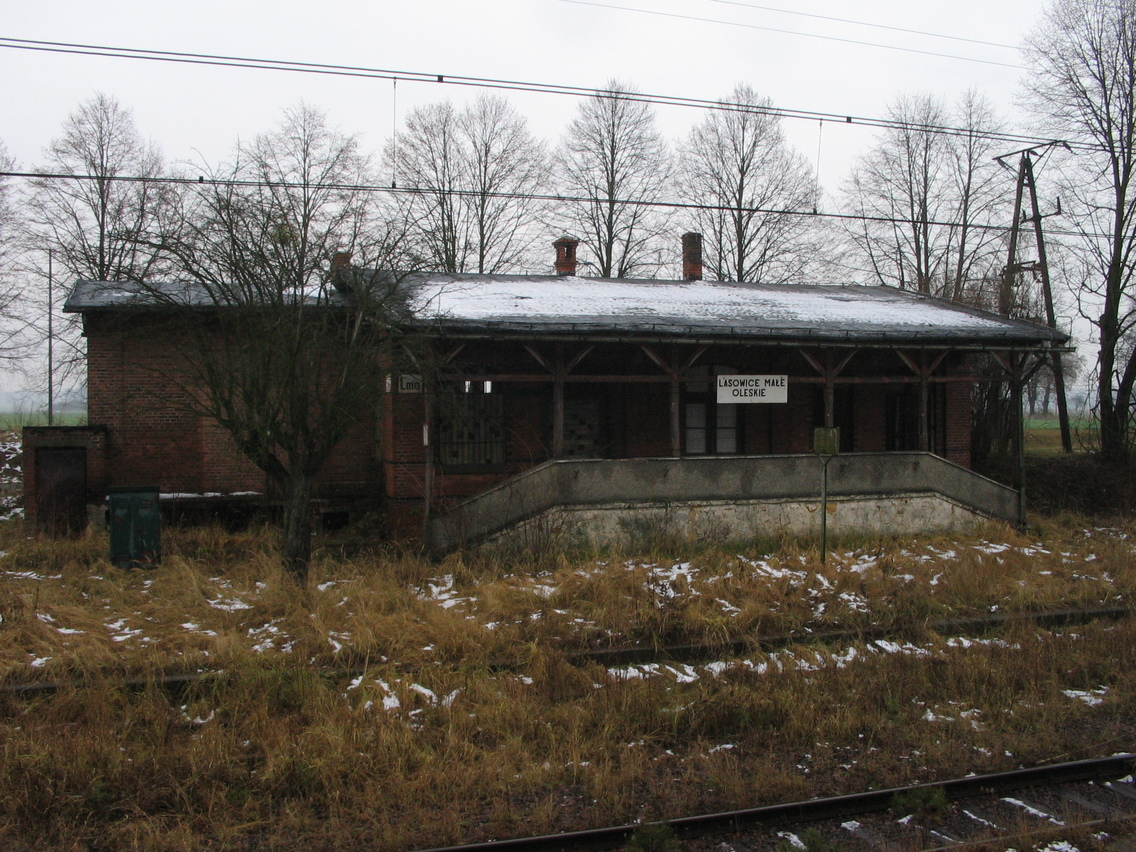
Ehemaliger Bahnhof Lasowice Małe Oleskie

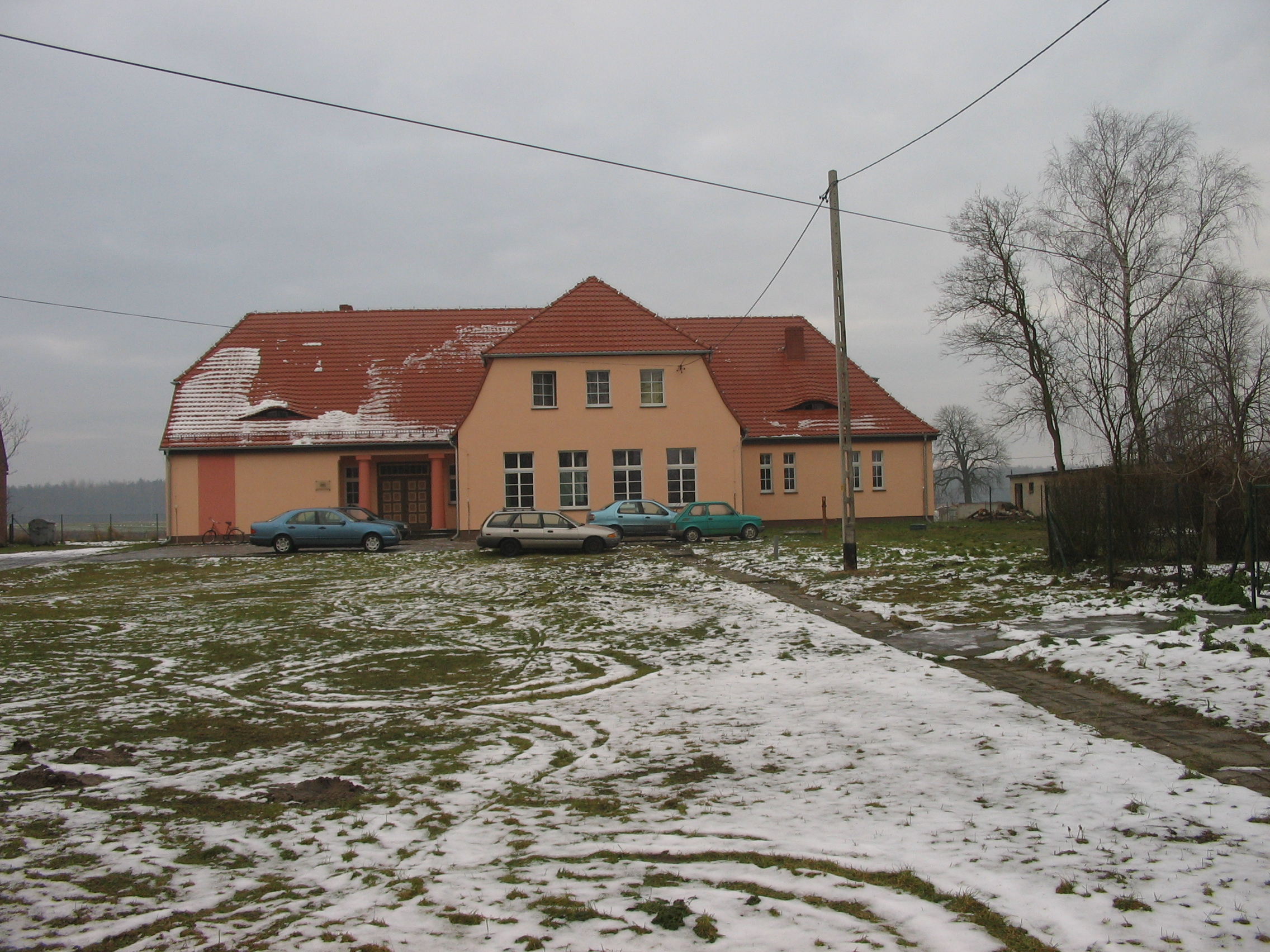
Das Haus der Toleranz und Kultur in der ehem. evangelischen Schule

Bei archäologischen Grabungsarbeiten ab 1922 wurden ein Gräberfeld der Lausitzer Kultur aus der Eisenzeit mit Grabbeigaben freigelegt.
In einer Urkunde vom 23. August 1292 ist der Verkauf von 32 Fränkischen Hufen Land in Lessowic Polonicalis vom Oppelner Herzog Boleslaus I. an einen Volvoramus von Kreuzburg festgehalten. In dieser Urkunde tritt auch der Schulze Nikolaus von Deutsch Lassowitz auf. Aus dem Visitationsbericht des Kollegiatstifts in Oppeln von 1686 geht in den Zeilen „in villa Lassowitz Polonicali maiore habet tres marcas graves pro decima, in Lassowitz vero Teutonicali marcas duas“ hervor, dass die größere Ortschaft Polnisch Lassowitz das heutige Groß Lassowitz darstellt, während der heutige Ortsteil Klein Lassowitz als Deutsch Lassowitz bezeichnet wurde. Im Gegensatz zu Groß Lassowitz war Klein oder Deutsch Lassowitz eine Neugründung der deutschen Ostsiedlung.
In der Rechnung über den Peterspfennig im Archidiakonat Oppeln von 1447 wird das Bestehen einer Parochie in Klein Lassowitz bestätigt. Im Dorf stand die Pfarrkirche St. Jakobus der Ältere. Die Grundherren von Dambrowka, in deren Besitz die Gegend seit dem 15. Jahrhundert war, führten in der Mitte des 16. Jahrhunderts die Reformation ein. Seitdem war die Bevölkerung Klein Lassowitz' größtenteils lutherisch. 1526 kam Klein Lassowitz mit Böhmen unter die Habsburger. Im Jahre 1617 ließ Hans von Dambrowka das örtliche Herrenhaus erbauen, das jedoch bereits ein Jahr später von aus Polen einfallenden Tataren geplündert wurde. Der Dreißigjährige Krieg brachte weitere Verwüstungen für das Dorf. Schließlich hatte die Gegenreformation der katholischen Habsburger die Rückgabe der Jakobskirche an die Katholiken 1653 zur Folge. Die Bevölkerung blieb aber weiterhin evangelisch und die ehemalige Pfarrkirche wurde als Maria-Himmelfahrt-Kirche Filiale von Bodland. Die evangelischen Einwohner hatten ihre Kirche in Kreuzburg.
Die Eroberung des Großteils Schlesiens durch Preußen 1742 erleichterte die Lage für die Lutheraner. Im Jahre 1861 waren 657 Einwohner (72,8 Prozent) evangelisch und 246 Einwohner katholisch. Klein Lassowitz hatte mehr Einwohner als Groß Lassowitz. 1867 wurde das evangelische Kirchspiel im Nachbarort Groß Lassowitz mit einer eigenen Kirche wiedergegründet. Am 15. November 1868 erhielt Klein Lassowitz Anschluss an die Bahnstrecke Kędzierzyn-Koźle–Kluczbork, der Bahnhof wurde im Jahre 2004 geschlossen.
Im Ersten Weltkrieg fielen 51 Einwohner von Klein Lassowitz, für die ein im Jahre 2001 wiederaufgestelltes Denkmal errichtet wurde. Bei der Volksabstimmung in Oberschlesien am 20. März 1921 wurden in Klein Lassowitz 521 Stimmen (96,1 Prozent) für den Verbleib bei Deutschland abgegeben, 20 Stimmen waren für den Anschluss an Polen. Im Gutsbezirk Groß Lassowitz waren es 140 zu 9 Stimmen. Folglich verblieb das Dorf in der Weimarer Republik.
Im Jahre 1932 konnte nach langen Bemühungen eine evangelische Kapelle als Filiale von Groß Lassowitz eingeweiht werden.
Von 1816 bis 1945 war Klein Lassowitz Teil des Landkreises Rosenberg O.S. 1928 wurde der Gutsbezirk Klein Lassowitz, bis dahin kommunal eigenständig, in die Gemeinde Klein Lassowitz eingemeindet. Im Zuge der nationalsozialistischen Ortsumbenennungen wurde der Ortsname, der den neuen Machthabern zu slawisch klang, 1936 in Schloßwalden geändert. Zum 1. April 1939 wurden die Gemeinden Jaschine (damals umbenannt in Eschenwalde O.S.) und Grunowitz (Teichfelde) eingemeindet.
Vor Ausbruch des Zweiten Weltkrieges wurde der Luftwaffen-Flugplatz Schloßwalden angelegt. Am 20. Januar 1945 wurde Schloßwalden von der Roten Armee besetzt und unter polnische Verwaltung gestellt, die den Namen Lasowice Małe einführte. Ein Teil der deutschen Bevölkerung wurde vertrieben und an ihre Stelle vor allem polnische Vertriebene aus dem ostpolnischen Malinówka (heute Malynivka bei Horodok, Ukraine) angesiedelt. In der Gegend konnte sich trotzdem eine starke deutsche Minderheit halten. Bis 2005 war Klein Lassowitz Verwaltungssitz der Gemeinde Groß Lassowitz. Am 16. August 2010 erhielt der Ort zusätzlich den amtlichen deutschen Ortsnamen Klein Lassowitz.

### Einwohnerentwicklung
Die Einwohnerzahlen von Klein Lassowitz (einschließlich Gutsbezirk):
| Jahr | Einwohner |
| ---- | --------- |
| 1830 | 653       |
| 1844 | 758       |
| 1855 | 869       |
| 1861 | 903       |
| 1905 | 894       |

| Jahr | Einwohner |
| ---- | --------- |
| 1910 | 873       |
| 1925 | 866       |
| 1933 | 883       |
| 1939 | 2.5871    |
| 2005 | 553       |

1 nach der Eingemeindung von Jaschine/Eschenwalde O.S. und Grunowitz/Teichfelde (bis 1945)

## Sehenswürdigkeiten

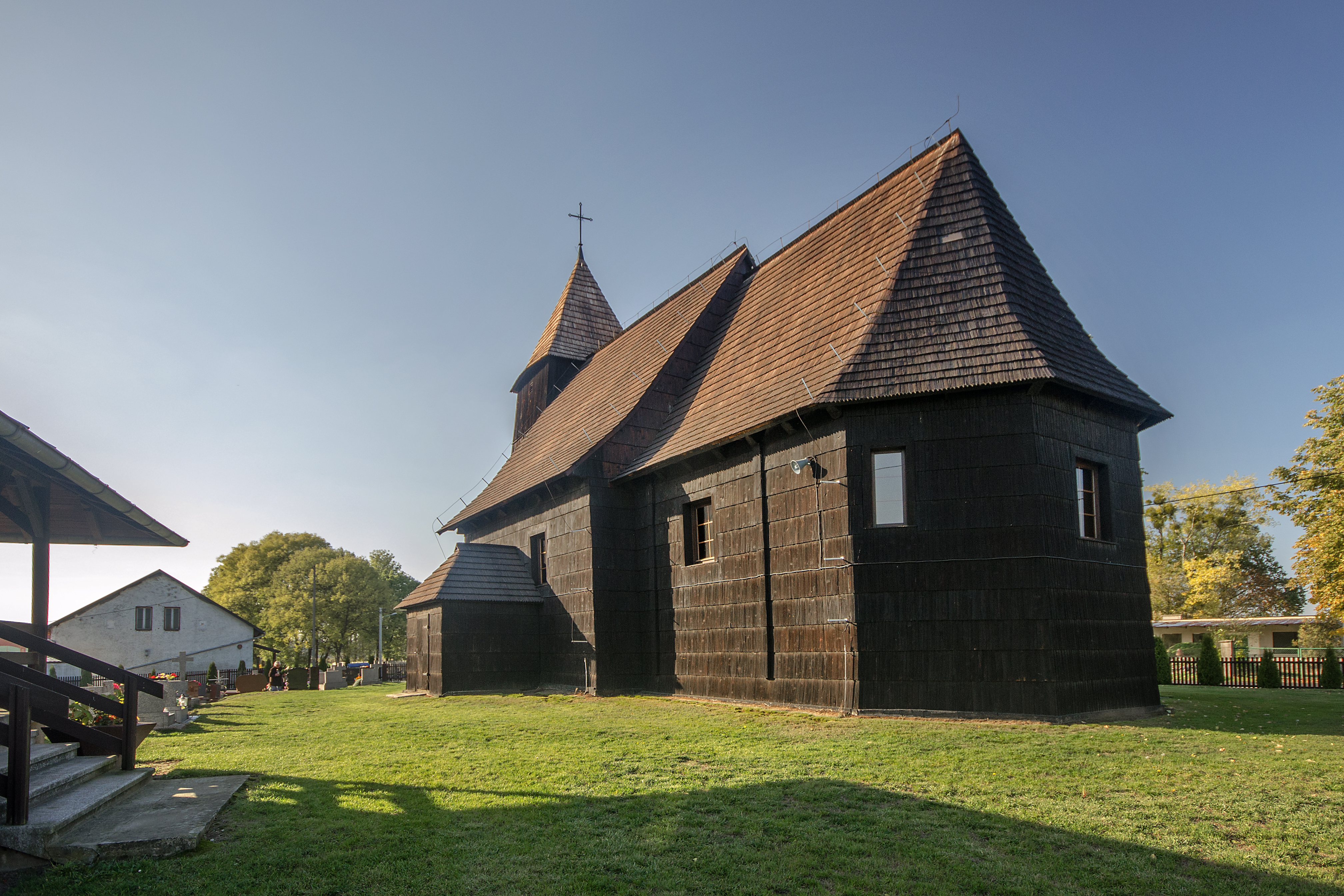
Rückansicht der Dorfkirche

- Die katholische Filialkirche St. Maria und St. Jakob ist eine 1447 erstmals erwähnte, Schrotholzkirche, die in ihrer heutigen Gestalt 1688 von den Lutheranern errichtet wurde, auch wenn diese die Kirche 1653 an die Katholiken zurückgeben mussten. Sie verfügt über einen niedrigen Frontturm, und einen geosteten, vom kurzen Langhaus abgesetzten Chor. Auf einem Balken findet sich die Jahreszahl 1735. Das Innere birgt eine reiche barocke Innenausstattung des 17. und 18. Jahrhunderts. Die Kirche ist eine Station des Kulturwegs der hölzernen Sakralarchitektur (Szlak Drewnianego Budownictwa Sakralnego).[10][11] Die Kirche wurde 1953 unter Denkmalschutz gestellt.[12]
- Das Herrenhaus inmitten des Schlossparks wurde 1617 errichtet. Diese Jahreszahl findet sich in einer Kartusche an einem Portal im Inneren. Das Gebäude erhielt bei einem Umbau Ende des 19. Jahrhunderts seine heutige Gestalt. Weitere Baudenkmäler sind der auf dem Gutsgelände gelegene Speicher aus der Mitte des 19. Jahrhunderts sowie zwei Blockhütten. Das Herrenhaus wurde 1965 unter Denkmalschutz gestellt.[12]

## Verkehr
Klein Lassowitz hatte einen Bahnhof an der Bahnstrecke Kędzierzyn-Koźle–Kluczbork.

## Söhne und Töchter des Ortes
- Christian Minkus (1770–1849), Abgeordneter in der Frankfurter Nationalversammlung 1848/49
- Paul Heinrich (1871–1927), deutscher Marineoffizier, Kommodore in der Skagerrakschlacht, zuletzt Konteradmiral der Reichsmarine
- Ernst Steinig (* 1900; † unbekannt), deutscher Ringer und zweifacher Medaillengewinner bei Europameisterschaften